# Bukowo Sławieńskie
Bukowo Sławieńskie – zlikwidowany przystanek Sławieńskiej Kolei Powiatowej w Bukowie w województwie zachodniopomorskim, w Polsce. Przystanek został zlikwidowany w kwietniu 1945 roku.